# Marie-Ève Beauchemin-Nadeau
Marie-Ève Beauchemin-Nadeau (Montreal, 13 de outubro de 1988) é uma halterofilista canadense que representou seu país, Canadá, na categoria até 69 kg feminino do halterofilismo nos Jogos Olímpicos de Verão de 2016 no Rio de Janeiro, Brasil. Também competiu nas Olimpíadas de Londres, em 2012, no Reino Unido.